# فيليم هندريك كيسوم

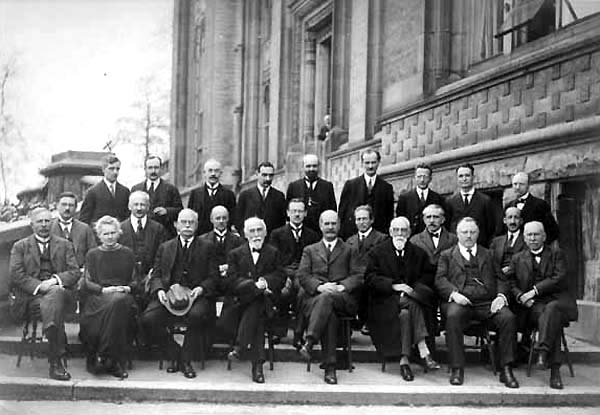
فيليم هندريك كيسوم أثناء حضوره مؤتمر سولفاي عام 1924 (في الصف الأول جالساً والثاني من اليمين)

فيليم هندريك كيسوم (بالهولندية Willem Hendrik Keesom) هو فيزيائي هولندي عاش بين 21 يونيو 1876 و24 مارس 1956. من أهم الإنجازات العلمية لفيليم كيسوم تمكنه من تصليب الهيليوم السائل عام 1926.

## حياته
ولد في جزيرة تيكسل الهولندية عام 1876 لأب مزارع، ودرس في جامعة أمستردام، وحاز شهادة الدكتوراة تحت إشراف هايك كامرلينغ أونس وتخصص في فيزياء درجات الحرارة المنخفضة جداً. حتى أصبح بروفيسور عام 1923. في عام 1924، أصبح عضواً في الأكاديمية الملكية الهولندية للعلوم.
توفي كيسوم عام 1956 في ليدن.

## روابط خارجية
- فيليم هندريك كيسوم على موقع الموسوعة البريطانية (الإنجليزية)
- فيليم هندريك كيسوم على موقع مونزينجر (الألمانية)

- Albert van Helden, Willem Hendrik Keesom 1876 – 1956, In: K. van Berkel, A. van Helden and L. Palm ed., A History of Science in the Netherlands. Survey, Themes and Reference (Leiden: Brill, 1999) 498-500.
- Scientists of the Dutch School: Willem Hendrik Keesom @ Royal Netherlands Academy of Arts and Sciences.
- P.H. van Laer, Keesom, Wilhelmus Hendrikus (1876-1956), in Biografisch Woordenboek van Nederland.